# Simona Maříková
Simona Maříková (* 15. Februar 1996) ist eine tschechische Biathletin.
Simona Maříková gab ihr internationales Debüt im Rahmen der Biathlon-Juniorenweltmeisterschaften 2013 in Obertilliach, wo sie einzig im Einzel zum Einsatz kam und den 64. Platz belegte. Wenig später folgte die Teilnahme an den Juniorinnenrennen der Biathlon-Europameisterschaften 2014 in Nové Město na Moravě, bei denen sie in ihrer tschechischen Heimat 23. des Sprints und 33. der Verfolgung wurde. Für das Staffelrennen wurde Maříková in die Frauenmannschaft Tschechiens berufen. An der Seite von Lenka Šlechtová, Nikola Bitnarová und Anna Puskarčíková erreichte sie den 12. Platz.